# Michael Jackson: Live at Wembley July 16, 1988
Albums de Michael Jackson
Michael Jackson's Vision
(2010)
Michael Jackson: Live at Wembley July 16, 1988 est un DVD live de Michael Jackson enregistré lors de sa tournée Bad World Tour,  sorti le 17 septembre 2012 en France. Il est également inclus dans la version deluxe de l'album Bad 25 sorti le même jour.
C'est la troisième vidéo officielle d'un concert de Michael Jackson — après le DVD Live in Bucharest: The Dangerous Tour (2004) et celui du HIStory World Tour à Séoul — bien que des vidéos non officielles de plusieurs concerts existent, notamment sur Internet. Le Bad World Tour étant réputé comme la meilleure tournée de Michael Jackson (très peu de playback, artiste au meilleur de sa forme), les fans attendaient par conséquent depuis longtemps une commercialisation en support vidéo d'un concert issu de cette tournée.

## Production
La vidéo du concert est issue d'une VHS personnelle de Michael Jackson reprenant les vidéos projetées sur les écrans géants lors des concerts des 15 et 16 juillet 1988 à Wembley. Des extraits ont été rendus disponibles sur Internet dès la mi-2011. Lors de la préparation du DVD, un laboratoire de restauration vidéo a été embauché pour restaurer la VHS avec une technologie de la NASA. Le DVD n'est cependant pas en HD, ce que certains acheteurs ont déploré. John McClain et John Branca s'en défendent en affirmant que « cela offre une expérience unique et intime, en voyant le concert comme ceux à l'intérieur du stade de Wembley l'ont vu cette nuit-là ». L'audio a quant à lui été compilé avec une qualité professionnelle depuis une multipiste et est par conséquent de très bonne qualité (audio 5.1).
John McClain et John Branca ont révélé que plusieurs cassettes U-matic d'autres concerts de la tournée existent mais que leur qualité sonore n'est pas très bonne. De plus, l'Estate of Michael Jackson possède un enregistrement d'un concert à Yokohama (Japon) de 1987. Cependant, la succession a choisi de ne pas le publier car ce concert fait partie de la première partie du Bad World Tour et contient peu de chansons de l'album Bad. Ce concert avait été diffusé à la télévision japonaise.

## Liste des titres
| No  | Titre                                               | Durée |
| --- | --------------------------------------------------- | ----- |
| 1.  | Wanna Be Startin' Somethin'                         | 6:36  |
| 2.  | This Place Hotel                                    | 4:54  |
| 3.  | Another Part of Me                                  | 4:13  |
| 4.  | I Just Can't Stop Loving You (duo avec Sheryl Crow) | 4:55  |
| 5.  | She's Out of My Life                                | 3:51  |
| 6.  | I Want You Back/The Love You Save/I'll Be There     | 7:19  |
| 7.  | Rock with You                                       | 4:20  |
| 8.  | Human Nature                                        | 5:13  |
| 9.  | Smooth Criminal                                     | 6:20  |
| 10. | Dirty Diana                                         | 6:28  |
| 11. | Thriller                                            | 5:30  |
| 12. | Bad Groove (The Band Jam Section)                   | 13:55 |
| 13. | Working Day and Night                               | 7:52  |
| 14. | Beat It                                             | 6:52  |
| 15. | Billie Jean                                         | 8:37  |
| 16. | Bad                                                 | 10:18 |
| 17. | Man in the Mirror                                   | 9:24  |

Durée totale : 118 minutes

### Bonus
- The Way You Make Me Feel (enregistrée la veille, la chanson n'a pas été jouée le 16 en raison d'un retard du spectacle)
- I Just Can't Stop Loving You & Bad (chansons enregistrées le 26 septembre 1987 lors d'un concert à Yokohama au Japon)

### Anecdotes
- Le nombre de spectateurs lors de ce concert du 16 juillet 1988 au Wembley Stadium de Londres était de 72 000 personnes, dont la princesse Diana et le prince Charles. Michael Jackson avait initialement retiré la chanson Dirty Diana de la programmation, inquiet que la chanson puisse porter atteinte à la princesse Diana ou à la famille royale. Toutefois, la princesse informa que c'était sa chanson préférée et celle-ci fut donc bien intégrée au programme du concert[7],[8].

- Pendant Man in the Mirror, un léger décalage du son avec l'image apparaît, dû certainement à deux pistes audio mélangées ou alors à un problème de playback. Par ailleurs, cette performance de Man in the Mirror est diffusée à la fin du documentaire Bad 25 réalisé par Spike Lee.

## Equipe artistique
| Danseurs - Michael Jackson – Chant, danse et chorégraphie - LaVelle Smith – danse - Evaldo Garcia – danse - Randy Allaire – danse - Dominic Lucero – danse | Musiciens - Greg Phillinganes – claviers, chef d'orchestre - Rory Kaplan – claviers - Christopher Currell – claviers, guitare synthé, effets spéciaux - Ricky Lawson – batterie - Jennifer Batten – guitare - Jon Clark – guitar - Don Boyette – basse - Darryl Phinnessee – choriste - Dorian Holley – choriste - Sheryl Crow – choriste - Kevin Dorsey – Chef de chœur, choriste |

## Accueil
Les critiques ont été globalement très positives et ont salué la qualité de la prestation de Michael Jackson. Au niveau des ventes, le DVD s'est classé à la première place des ventes des DVD musicaux dans plusieurs pays (Autriche, Belgique, Italie, etc.). Il a notamment été certifié DVD d'or aux États-Unis pour 50 000 unités vendues.